# Ann Gillis
Ann Gillis (Little Rock, 12 februari 1927––31 januari 2018, Horam) was een actrice uit de Verenigde Staten van Amerika. Als kindactrice speelde ze tussen 1934 en 1947 mee in 39 Hollywood-films.
Gillis trouwde met Paul Ziebold, en kreeg twee zonen. Nadat ze van Ziebold gescheiden was, verhuisde ze naar New York en hertrouwde Richard Fraser. In 1961 verhuisde het stel naar Londen, waar Gillis een rol kreeg in 2001: A Space Odyssey. Gillis verhuisde in 1972 naar België en kreeg de Belgische nationaliteit, tot ze in 2014 terug verhuisde naar Engeland. Hier woonde ze tot haar overlijden in 2018.

## Filmografie
- Bibliothèque nationale de France: cb140486333 (data)
- Gemeinsame Normdatei: 1237552079
- International Standard Name Identifier: 0000 0003 6149 9602
- Library of Congress Control Number: n85248153
- Nationale Bibliotheek van Israël: 987007429500905171
- SNAC: w6863b2j
- Virtual International Authority File: 223113538
- WorldCat: E39PBJtrTTMrJCVyQVGgmMxhpP